# Ernst Philipp (General)
Ernst Georg Kurt Philipp (* 13. Oktober 1912 in Senitz, Kreis Reichenbach, Provinz Schlesien; † 16. März 2005 in Warendorf) war ein deutscher Offizier, zuletzt Generalmajor des Heeres der Bundeswehr.

## Leben
Philipp, Sohn eines Landwirtes, trat am 15. Juli 1933 als Offizieranwärter bei der Kraftfahrabteilung 3 in Wünsdorf in die Reichswehr ein. Er diente im Zweiten Weltkrieg im Heer, als Offizier in der Panzertruppe, unter anderem im Generalstab der 8. Armee bzw. in der Heeresgruppe Süd und zuletzt als Kommandeur des Panzerregiments 1. Am 1. April 1945 wurde er zum Oberst ernannt.
Von 1945 bis Ende 1949 war Philipp in sowjetischer Kriegsgefangenschaft und von 1950 bis 1952 bei der Hoesch AG in Dortmund tätig.
Ab Juni 1952 war Philipp als angestellter Gutachter im Amt Blank tätig. Am 1. November 1955 wurde er als Oberst in die Bundeswehr übernommen und war von Dezember 1955 bis Mai 1956 der Erste Kommandeur der Lehrtruppe des Heeres in Andernach. Im Mai 1956 war er Verbindungsoffizier zum Lehrbataillon im Bundesministerium der Verteidigung in Bonn und im Juni 1956 Lehrgruppenkommandeur I der Schule in Sonthofen. Von Juni 1956 bis April 1958 war er Kommandeur der Kampfgruppe A3 in Hamburg, von April 1958 bis Oktober 1959 Referent im Referat IV 4 in der Abteilung Personal im Bundesministerium der Verteidigung, von November 1959 bis September 1962 Brigadekommandeur der Panzerbrigade 3 in Nienburg/Weser und von 1962 bis 1964 Brigadekommandeur der Panzerlehrbrigade 9 in Munster. Am 18. Dezember 1962 wurde er zum Brigadegeneral ernannt. Von Oktober 1964 bis September 1968 war er Kommandeur der Kampftruppenschule II in Munster und von Oktober 1968 bis März 1971 stellvertretender Kommandierender General des I. Korps in Münster, wo er am 2. Oktober 1968 zum Generalmajor ernannt wurde. Mit Ablauf des März 1971 wurde er in den Ruhestand versetzt.
Philipp war verheiratet und hatte zwei Kinder.

## Auszeichnungen
- Eisernes Kreuz (1939) II. und I. Klasse
- Verwundetenabzeichen in Schwarz
- Panzerkampfabzeichen
- Ritterkreuz des Eisernen Kreuzes mit Eichenlaub[1]
  - Ritterkreuz am 28. November 1940 (241. Verleihung)
  - Eichenlaub am 30. September 1944 (599. Verleihung)
- Großes Bundesverdienstkreuz 1971